# Paardenstaartenfamilie
De paardenstaartenfamilie (Equisetaceae) is een familie bestaande uit sporenplanten die slechts één geslacht kent: paardenstaart (Equisetum)

## Classificatie
De toedeling van de familie aan taxa van hogere orde staat ter discussie. Als één of meer groepen binnen de varens minder verwant is aan een andere groep binnen de varens dan dat de paardenstaarten verwant zijn aan een andere groep binnen de varens, dan moeten de paardenstaarten logischerwijze tot de varens gerekend worden.
Zijn echter de paardenstaarten minder verwant met enige groep binnen de varens dan alle groepen binnen de varens tot elkaar, dan kunnen de paardenstaarten een groep naast de echte varens vormen, en/of tot een grotere groep gerekend worden die zowel varens als paardenstaarten omvat (dit is een vereenvoudigde weergave).
Deze discussie vindt haar weerslag in de classificaties die in flora's gehanteerd worden. In de Heukels' Flora van Nederland bijvoorbeeld vallen in de 23e druk de paardenstaarten in de orde Filicales, waar ze in de 22e druk nog de enige familie was in de monotypische klasse Equisetopsida, een plaatsing die in alle 20e-eeuwse literatuur te vinden is.
De recentere classificatie van Smith et al. (2006),
gebaseerd op DNA-onderzoeken
op verschillende genen van deze planten, plaatst de Equisetaceae terug in de klasse Equisetopsida, als zusterklasse van de primitieve varens van de klasse Psilotopsida.
Later onderzoek wijst echter uit dat paardestaarten fylogenetisch niet tussen maar naast de overige varens staan en dat herclassificatie van de hogere taxonomische niveaus mogelijk voorbarig is.

## Externe links

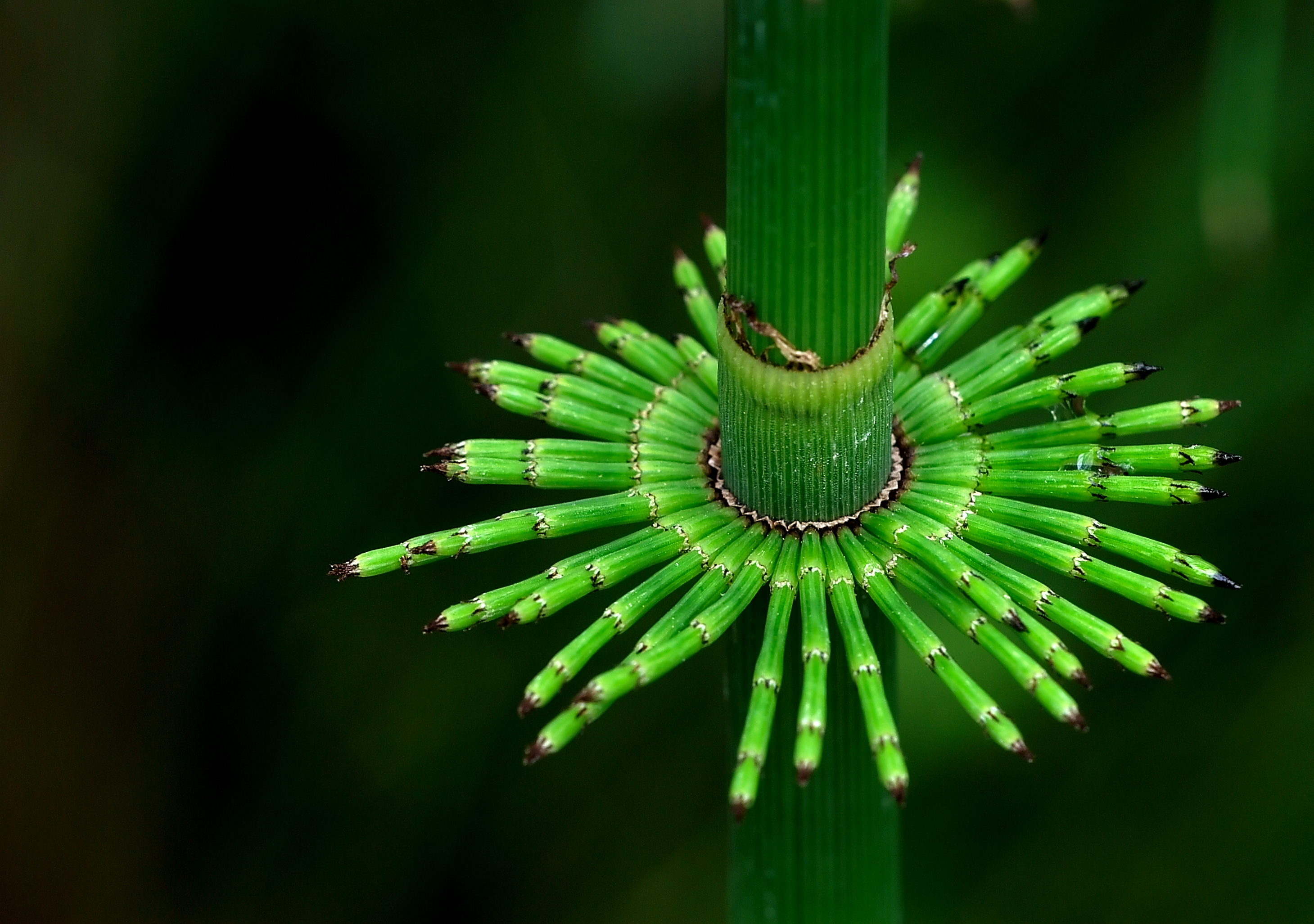
Reuzenpaardenstaart (Equisetum telmateia)